# Elezione papale del 1119
L'elezione pontificia del 1119, svoltasi dal 29 gennaio al 2 febbraio, ha registrato il minor numero di partecipanti tra quelle del XII secolo.
Papa Gelasio II era morto a Cluny, in Francia, dove aveva vissuto dopo aver lasciato Roma occupata dall'antipapa Gregorio VIII. In conformità alla consuetudine, l'elezione fu tenuta nel luogo in cui il papa era morto.
L'elezione ebbe dunque luogo a Cluny, mentre il resto del Collegio cardinalizio rimase a Roma. Probabilmente solo due cardinali vescovi, quattro cardinali preti e quattro cardinali diaconi parteciparono all'elezione. Venne eletto papa un prelato non appartenente al Collegio cardinalizio: Guy de Bourgogne, arcivescovo di Vienne, che scelse il nome pontificale di Papa Callisto II, e venne incoronato a Vienne il 9 febbraio successivo. Callisto II giunse a Roma il 3 giugno 1120.

## Svolgimento
I cardinali presenti alla messa esequiale di Gelasio II a Cluny alla fine di gennaio 1119 erano divisi riguardo all'elezione del successore: alcuni ritenevano che avrebbero dovuto eleggerlo subito (come era peraltro consentito dalla In Nomine Domini), altri erano dell'avviso che si doveva tornare a Roma per far partecipare all'elezione il plenum del Sacro Collegio dei Cardinali. Alla fine si optò per una soluzione di compromesso: il nome proposto dai cardinali presenti a Cluny avrebbe dovuto essere convalidato in seguito dal plenum a Roma. 
I cardinali che accompagnarono Gelasio II a Cluny sono conosciuti attraverso varie fonti: il Liber Pontificalis, l'opera di Pandolfo (Pandolfo di Pisa o Pandolfo di Lucca), la Carta di Cluny, e la Cronaca di Orderico Vitale.
Anche se i racconti contemporanei divergono su molti punti, è chiaro che i due candidati principali erano Guy de Bourgogne e Ponzio di Cluny, entrambi elogiati da parte del defunto Pontefice. Il racconto di Gaufrid, priore di Vigois, riferisce che Gelasio II aveva preferito Ponzio e predetto la sua elezione; Ponzio era un candidato molto più conciliante, propenso a negoziare una soluzione per la lotta per le investiture. Due racconti, in particolare, quelli di Bernardo di Carrion e di Gaufrid di Vigois- forniscono dei dettagli sull'elezione di Guy, sottolineando l'importanza del suo noto atteggiamento conflittuale verso Enrico V e la sua potente famiglia, la dinastia salica.

## Conseguenze
Al momento della sua elezione, Guy era in compagnia della sua milizia, che provocò dei disordini quando apprese della sua elezione, entrando nella sala dell'elezione e spogliandola con violenza, secondo la Historia Compostelana.
Callisto II si mosse verso Sutri, la sede del suo avversario, l'antipapa Gregorio VIII, nominato da Enrico V, e assediò la città per otto giorni, fino alla consegna del rivale. Callisto II poi lo imprigionò nel Settizonio: il rivale sarebbe stato spostato da monastero in monastero fino alla sua morte avvenuta nel 1137.

## Lista dei partecipanti

### Presenti in conclave[2]
| Nome                                | Paese                       | Titolo                                             | Ruolo | Nascita  | Concistoro |
| ----------------------------------- | --------------------------- | -------------------------------------------------- | --- | -------- | ---------- |
| Lamberto Scannabecchi               | Stato Pontificio            | Cardinale vescovo di Ostia                         | eletto papa con il nome di Onorio II nel 1124 | 1060     | 1099       |
| Kuno von Urach                      | Sacro Romano Impero         | Cardinale vescovo di Palestrina                    | Legato pontificio in Francia e Germania | 1060 ca. | 1107       |
| Bosone di Torino                    |                             | Cardinale presbitero di Sant'Anastasia             | Legato pontificio in Spagna |          | 1109       |
| Guido, O.S.B.                       | Stato Pontificio            | Cardinale presbitero di Santa Balbina              | |          | 1099       |
| Amico, O.S.B. Clun.                 | Stato Pontificio            | Cardinale presbitero di Santa Croce in Gerusalemme | Abate di San Lorenzo fuori le mura |          | 1088       |
| Corrado della Suburra               | Stato Pontificio            | Cardinale presbitero di Santa Pudenziana           | Abate di San Rufino in Avignone; eletto papa Anastasio IV nel 1153                                                                                            | 1073     | 1113       |
| Giovanni da Crema                   | Ducato di Lombardia         | Cardinale presbitero di San Crisogono              | | 1070 ca. | 1117       |
| Roscemanno Sanseverino, O.S.B. Cas. | Ducato di Puglia e Calabria | Cardinale diacono di San Giorgio in Velabro        | |          | 1106       |
| Pietro Pierleoni, O.S.B. Clun.      | Stato Pontificio            | Cardinale diacono dei Santi Cosma e Damiano        | futuro antipapa Anacleto II | 1090 ca. | 1116       |
| Gregorio Papareschi                 | Stato Pontificio            | Cardinale diacono di Sant'Angelo in Pescheria      | Canonico regolare della Basilica Lateranense; Abate del monastero dei Santi Nicola e Primitivo; eletto papa con il nome di Innocenzo II nel conclave del 1130 | 1080 ca. | 1116       |
| Crisogono Malcondini                | Repubblica di Pisa          | Cardinale diacono di San Nicola in Carcere         | Vice-Cancelliere di Santa Romana Chiesa |          | 1117       |